# 黒羽駅
黒羽駅（くろばねえき）は、かつて栃木県那須郡黒羽町（現・大田原市）黒羽向町にあった東野鉄道の駅（廃駅）である。

## 歴史
- 1918年（大正7年）4月17日：西那須野 - 当駅間開業に伴い終着駅として開業[1][2]。
- 1924年（大正13年）12月6日：当駅 - 那須小川間開業に伴い中間駅となる[2][3]。
- 1928年（昭和3年）11月28日：転車台設置（申請）（単端式気動車による西那須野-大田原区間運転のため）[4]
- 1939年（昭和14年）6月1日：当駅 - 那須小川間廃止に伴い再び終着駅となる[2][5]。
- 1968年（昭和43年）12月16日：西那須野 - 当駅間廃止に伴い廃止[2]。

## 駅構造
単式ホームと島式ホームの複合2面3線を有した地上駅であった。

## 駅周辺
黒羽向町の商店街は、当駅が廃止された現在でも「駅前通り」（または旧・駅前通り）という通称で呼ばれる。黒羽町役場は、駅があった黒羽向町地区ではなく、那珂川対岸の黒羽田町地区に位置していた。
- 関東自動車（旧・東野交通）黒羽車庫
- 那珂川

## 隣の駅
東野鉄道
東野鉄道線
白旗城址前駅 - 黒羽駅 - 狭原駅